# François Hesnault
François Hesnault, (născut 30 decembrie 1956, Neuilly-sur-Seine) este un fost pilot francez de Formula 1.
1. ↑  François Hesnault, Roglo